# Bathypolypus bairdii
Bathypolypus bairdii är en bläckfiskart som först beskrevs av Addison Emery Verrill 1873.  Bathypolypus bairdii ingår i släktet Bathypolypus, och familjen Octopodidae. Arten är reproducerande i Sverige.